# Christiane Sourvinou-Inwood
Christiane Sourvinou-Inwood (grec moderne : Χριστιάνα Σουρβίνου) (26 février 1945 - 19 mai 2007) est une helléniste, spécialiste de la religion grecque antique.

## Biographie
Sourvinou-Inwood est née à Volos, en Grèce, en 1945, mais a grandi à Corfou. Sourvinou-Inwood a étudié à l'Université d'Athènes de 1962 à 1966, où elle s'est spécialisée en histoire et en archéologie, et a été l'élève de l'archéologue préhistorique grec Spyridon Marinatos. Après avoir obtenu un premier diplôme en lettres classiques, elle a commencé des recherches dans le domaine de la mycénologie à Rome, publiant son premier article sur la lecture d'une tablette linéaire B de Knossos en 1968.
Sourvinou-Inwood s'installe ensuite au Royaume-Uni en 1969  et obtient un doctorat à Oxford en 1973 sur la civilisation minoenne et les croyances mycéniennes sur l'au-delà. Elle a ensuite travaillé comme maître de conférences en archéologie classique à Liverpool (1976-1978), chercheuse principale à l'University College d'Oxford (1990-1995) et lectrice en littérature classique à l'Université de Reading (1995-1998).

## Carrière et travaux
Après ses premières recherches sur la Grèce minoenne et mycénienne, Sourvinou-Inwood s'est tournée vers l'étude de la Grèce archaïque et classique, en particulier de la religion grecque, en utilisant des preuves provenant d'une grande variété de sources, notamment la culture matérielle et l'iconographie ainsi que les textes littéraires, la mythologie et les pratiques rituelles. Selon les mots d'un collègue, « elle voulait que les chercheurs abandonnent les hypothèses à la mode » et « lisent les textes anciens à travers les yeux de leurs lecteurs contemporains ». Elle a insisté sur la nécessité d'éliminer les hypothèses modernes anachroniques de l'étude du monde antique afin de reconstruire les perceptions, les croyances et les idéologies des peuples du monde antique.
L'un de ses travaux les plus célèbres a été le développement du modèle de la « religion de la polis », qui démontrait comment lla cité grecque antique et ses institutions contrôlaient la vie religieuse. Selon les mots de C. Sourvinou-Inwood, la cité-État « articulait la religion et était elle-même articulée par celle-ci (...) Le rituel renforce la solidarité de groupe et ce processus est d'une importance fondamentale dans l'établissement et la perpétuation des identités civiques et culturelles, ainsi que religieuses », idée développée dans deux articles considérés aujourd'hui comme fondateurs.

## Fiction et poésie
Après avoir pris sa retraite en 1988, Sourvinou-Inwood a commencé à écrire des romans policiers se déroulant dans la Grèce antique, mettant en vedette une prêtresse dans le rôle de détective ; les romans s'appuient largement sur ses recherches. Un recueil de poèmes écrits au cours de ses études de premier cycle a également été publié récemment.